# 石斑木
石斑木，又名假厚皮香木、台灣白杏花木、白杏花木、印度石斑木、春花木、春花、雷公樹木、尖梅花，为蔷薇科石斑木属下的一个种。灌木，分佈於東亞和中南半島。
种名indica意为印度的。

## 变种
- 恆春石斑木（Rhaphiolepis indica var. hiiranensis）[2]
- Rhaphiolepis indica var. tashiroi，（《中國生物物種名錄》稱為毛序石斑木，《臺灣物種名錄》稱為「石斑木」）[3][4]
- 厚葉石斑木（Rhaphiolepis indica  var. umbellata）